# Tomomi Manako
Tomomi Manako (眞子智実?  16 de septiembre de 1972 en Saga) es un expiloto de motociclismo japonés. Manako debutó en 1994 con Honda. Su mejor temporada fue 1998 cuando ganó cuatro carreras y acabó la temporada en segundo lugar por detrás de Kazuto Sakata en la categoría de 125cc.

## Biografía
Manako debutó en el Mundial en 1994 en la categoría de 125, reemplazando al lesionado Tomoko Igata, ya su compañero de equipo en el All Japan Road Race Championship con un equipo Honda RS 125 R Technical Sports. Obtiene un tercer puesto en GP de Alemania y es 20.º al final de la temporada.
En 1995,
en cambio, es contratado nuevamente como piloto por el equipo técnico de la FCC y finaliza en octavo lugar, obteniendo dos podios en (Australia y Europa.
En 1996, 
cambia al equipo UGT Europa y alcanza el tercer lugar de la general con una victoria (Cataluña), un segundo lugar (Francia) y dos terceros puestos(Gran Bretaña y República Checa).
Al año siguiente,  
se confirma como gran piloto con otro tercer puesto en la general. Aunque el año de su consagración fue 1998 donde termina segundo en la general con cinco victorias y cuatro podios más.
En 1999 da el salto a 250 con una Yamaha del equipo Yamaha Kurz Aral. Pero no puede estar a la altura de las tres temporadas anteriores y solo puede acabar en el puesto 15.º. En el 2000, vuelve al All Japan Road Race Championship a bordo de una Kawasaki.

## Resultados
Sistema de puntuación de 1993 en adelante:
| Posición | 1.º | 2.º | 3.º | 4.º | 5.º | 6.º | 7.º | 8.º | 9.º | 10.º | 11.º | 12.º | 13.º | 14.º | 15.º |
| Puntos   | 25  | 20  | 16  | 13  | 11  | 10  | 9   | 8   | 7   | 6    | 5    | 4    | 3    | 2    | 1    |

| Año  | Cat.  | Moto   | 1       | 2      | 3      | 4      | 5       | 6       | 7       | 8       | 9       | 10      | 11     | 12      | 13     | 14      | 15    | 16    | Pts. | Pos. |
| ---- | ----- | ------ | ------- | ------ | ------ | ------ | ------- | ------- | ------- | ------- | ------- | ------- | ------ | ------- | ------ | ------- | ----- | ----- | ---- | ---- |
| 1994 | 125cc | Honda  | AUS -   | MAL -  | JPN -  | SPA -  | AUT -   | GER 3   | NED Ret | ITA 8   | FRA -   | GBR -   | CZE -  | USA -   | ARG -  | EUR -   |       |       | 24   | 20.º |
| 1995 | 125cc | Honda  | AUS 3   | MAL 24 | JPN 10 | SPA 9  | GER 9   | ITA 6   | NED 9   | FRA 5   | GBR Ret | CZE 8   | BRA 9  | ARG 9   | EUR 3  |         |       |       | 102  | 8.º  |
| 1996 | 125cc | Honda  | MAL 7   | INA 7  | JPN 4  | SPA 8  | ITA 9   | FRA 2   | NED 5   | GER 8   | GBR 3   | AUS 8   | CZE 3  | IMO 6   | CAT 1  | RIO Ret | EUR 9 |       | 167  | 3.º  |
| 1997 | 125cc | Honda  | MAL 7   | JAP 12 | ESP 5  | ITA 5  | AUT 3   | FRA 2   | NED 2   | IMO 2   | ALE Ret | RIO 4   | GBR 8  | CZE 2   | CAT 5  | IDN 5   | AUS 3 |       | 190  | 3.º  |
| 1998 | 125cc | Honda  | JAP 2   | MAL 3  | ESP 2  | ITA 1  | FRA Ret | MAD Ret | NED 3   | GBR Ret | ALE 1   | CZE Ret | IMO 1  | CAT 1   | AUS 2  | ARG 1   |       |       | 217  | 2.º  |
| 1999 | 250cc | Yamaha | MAL Ret | JPN 8  | ESP 14 | FRA 17 | ITA 13  | CAT 12  | NED 13  | GBR 14  | GER 14  | CZE 14  | IMO 14 | VAL Ret | AUS 11 | RSA 12  | BRA 8 | ARG 9 | 52   | 15.º |

| Color     | Resultado                                                               |
| --------- | ----------------------------------------------------------------------- |
| Oro       | Ganador                                                                 |
| Plata     | 2.ª plaza                                                               |
| Bronce    | 3.ª plaza                                                               |
| Verde     | Finalizó en los puntos                                                  |
| Azul      | Finalizó sin puntos                                                     |
| Azul      | NC - No clasificado                                                     |
| Violeta   | Ret - No terminó (Carrera)                                              |
| Rojo      | DNQ - No se clasificó                                                   |
| Negro     | DSQ - Descalificado                                                     |
| Blanco    | DNS - No empezó (carrera)                                               |
| Blanco    | WD - Retirado (fin de semana)                                           |
| Blanco    | C - Carrera cancelada                                                   |
| Sin color | DNP - Inscrito pero no participó                                        |
| Sin color | INJ - Lesionado                                                         |
| Sin color | EX - Excluido                                                           |
| Estado    | Resultado                                                               |
| Negrita   | Pole position                                                           |
| Cursiva   | Vuelta rápida                                                           |
| †         | Abandona, pero clasifica al completar el porcentaje requerido para ello |